# York Harbour
York Harbour est une ville canadienne située dans la province de Terre-Neuve-et-Labrador.